# 潮解
潮解（Deliquescence）指的是物质从空气中吸收水分，变为溶液的现象。
吸湿性（Hygroscopy）则指物质从空气中吸取水分的性质。常见的有棉花、纸等纤维素类物质，以及糖、焦糖、蜂蜜、甘油、乙醇、甲醇、硫酸等水溶性高的物质，或者和空气成分反应产生易溶于水的物质，如红磷。易潮解的物质一定具有吸湿性，而具有吸湿性的物质不一定会潮解。

## 易潮解的物质
易潮解的物质通常是在水中溶解度大的，如大部分的硝酸盐（硝酸铁、硝酸汞等）、大部分的高氯酸盐（高氯酸铜、高氯酸锌等）、一些卤化物（氯化锌、氯化镁、氯化钙等）、一些钠盐、铯盐（如高锰酸钠、碳酸铯等）之类的化合物。一些物质如果可以和空气中的组分反应，产生水，那么会加速潮解，比如氢氧化钠与空气中的二氧化碳反应时，便会产生水。需要注意的是，有些化合物虽然在水中溶解度大，但是不易或不会潮解，比如硝酸铅。

## 应用
- 高氯酸镁易潮解，具有很强的吸湿性，在化学上常作为干燥剂。[1]
- 氯化钴有吸湿性，无水物吸湿得到不同的水合物，颜色发生变化。利用这一性质做成变色硅胶。
- 氯化钙有吸湿性，所以家用的吸湿器中主要成分为氯化钙。

## 危害与防止潮解的措施
化学上，潮解经常让试剂变质，一是单纯潮解，如硝酸锰水合物潮解后得到硝酸锰溶液，二是潮解时伴随反应，如高氯酸亚铁在潮解的时候就会迅速和氧反应，产生铁(III)的碱式高氯酸盐。为了防止潮解，需要将这类试剂密封干燥保存，必要时放入干燥器，以变色硅胶作为水的指示剂。